# Josiah J. Evans

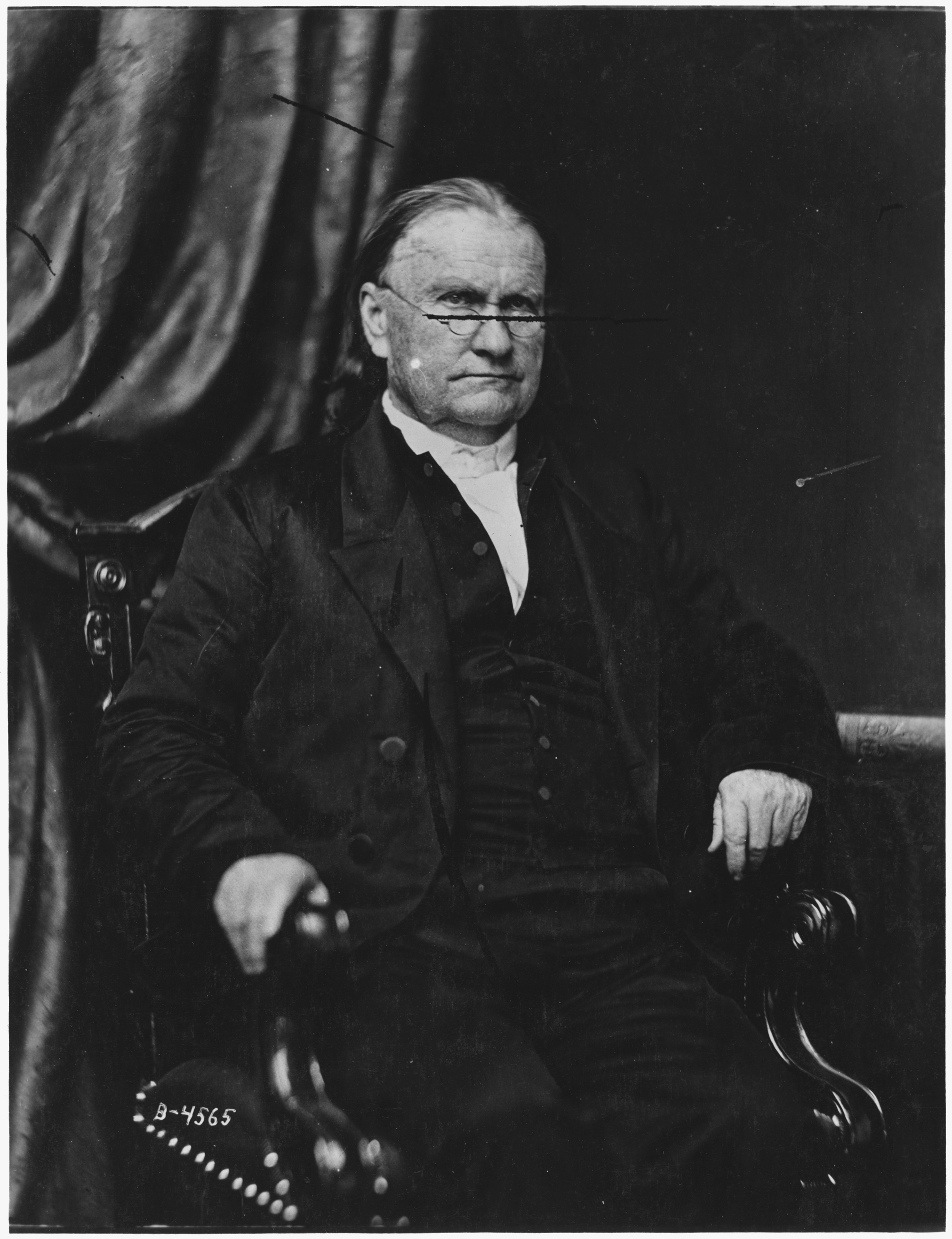
Josiah J. Evans

Josiah James Evans (* 27. November 1786 im Marlboro District, South Carolina; † 6. Mai 1858 in Washington, D.C.) war ein US-amerikanischer Politiker (Demokratische Partei), der den Bundesstaat South Carolina im US-Senat vertrat.
Josiah Evans wurde auf dem Gebiet des heutigen Marlboro County geboren und verbrachte auch den größten Teil seines Lebens dort. Er machte 1808 seinen Abschluss am South Carolina College in Columbia, studierte danach die Rechtswissenschaften, wurde in die Anwaltskammer aufgenommen und begann 1811 in seinem Heimatbezirk als Jurist zu praktizieren.
1812 begann seine politische Laufbahn mit der Mitgliedschaft im Repräsentantenhaus von South Carolina, dem er bis 1813 angehörte. 1816 ließ er sich im Darlington District nieder; es folgte eine weitere Amtsperiode im Staatsparlament. Von 1816 bis 1829 fungierte Evans als Staatsanwalt für den nördlichen Bezirk von South Carolina; danach war er bis 1835 Richter am Kreisgericht (Circuit Court). Ebenfalls 1829 wurde er Richter am Obersten Gerichtshof des Staates, was er bis 1852 blieb.
Am 4. März 1853 zog Evans nach erfolgreicher Wahl in den US-Senat in Washington ein, wo er die Nachfolge des nicht mehr kandidierenden William F. De Saussure antrat. Er übernahm in der Folge unter anderem den Vorsitz im Ausschuss zur Ausgabenkontrolle des Senats (Committee to Audit and Control the Contingent Expenses), starb aber noch vor dem Ende seiner Amtszeit im Mai 1858 in der Bundeshauptstadt und wurde in Society Hill (South Carolina) beigesetzt.